# Batillipes marcelli
Espèce
Batillipes marcelli est une espèce de tardigrades de la famille des Batillipedidae. 

## Distribution
Cette espèce se rencontre dans la mer Méditerranée en Italie et en Espagne.

## Étymologie
Cette espèce est nommée en l'honneur de Marcello Morone.

## Publication originale
- Morone De Lucia, D'Addabbo Gallo & Grimaldi de Zio, 1988 : Descrizione di due nuove specie di Batillipedidae (Tardigrada: Heterotardigrada). Cahiers de Biologie Marine, vol. 29, no 3, p. 361-373.